# Les As d'Oxford
Pour plus de détails, voir Fiche technique et Distribution.
Les As d'Oxford (titre original : A Chump at Oxford) est un film américain de long métrage réalisé par Alfred J. Goulding, sorti en 1940 et mettant en scène le duo comique Laurel et Hardy.

## Synopsis
Stan Laurel et Oliver Hardy ont beaucoup de mal à conserver un emploi et sont persuadés que c'est parce qu'ils n'ont pas fait suffisamment d'études.
Ils réussissent à se faire embaucher comme domestiques dans une maison bourgeoise en se faisant passer pour un couple grâce à Laurel travesti en femme mais déclenchent vite une série de maladresses et de catastrophes qui les font mettre à la porte. Devenus balayeurs de rue, assis sur le perron d'une banque, ils contribuent accidentellement à l'arrestation d'un voleur. Le directeur reconnaissant en guise de récompense leur paie les meilleures études qui soient : Oxford.
Arrivés à Oxford, ils sont la risée des autres étudiants qui, en guise de bizutage, les égarent toute une nuit dans un labyrinthe végétal. Ils les logent ensuite dans les propres appartements du doyen de l’université qui ne goûte guère la farce. Laurel est surtout reconnu par un ancien serviteur qui nous apprend qu’il fut par le passé Lord Paddington, le meilleur élément qu’Oxford ait jamais connu, rendu amnésique à la suite d'un coup sur la tête et disparu depuis des années ! Le Doyen confond alors Laurel avec le Lord et lui propose un rendez-vous avec Einstein, l'illustre professeur à Princeton.
Tout cela est bien difficile à croire pour Oliver jusqu’à ce qu’un nouveau malencontreux coup sur la tête redonne à Stan son identité passée. Hardy doit se rendre à l’évidence et battre en retraite face à ce surprenant et brillant Lord Paddington dont il devient le majordome souffre-douleur.

## Fiche technique
- Titre original : A Chump at Oxford
- Titre en français : Les As d'Oxford
- Réalisation : Alfred J. Goulding, assisté d'Harve Foster (non crédité)
- Scénario : Charley Rogers, Felix Adler et Harry Langdon (Dialogue VF : Nina Montal)
- Producteur : Hal Roach pour United Artists
  - Producteur exécutif : Sidney S. van Keuran
- Photographie : Art Lloyd
- Décors : William L. Stevens
- Montage : Bert Jordan
- Musique : Marvin Hatley (VF : Georges Tzipine & Faustin Jeanjean, édition musicale : AUX EPIS, enregistrement : studio Fiat-Film, La Garenne Colombes)
- Son : William Randall
- Direction artistique : Charles D. Hall (VF : Marcel Raine)
- Adaptation française : Les synchronisations Henry Marois
- Société de Distribution :
  -  États-Unis : United Artists
  -  France : Astoria Films
- Pays de production :  États-Unis
- Langue : anglais
- Format : noir et blanc - 35 mm - 1,37:1  -  sonore
- Genre : comédie burlesque
- Durée : 63 minutes
- Dates de sortie :
  - États-Unis : 16 février 1940
  - France : 23 juillet 1947

## Distribution
Source principale de la distribution :
- Stan Laurel (VF : Gérard Le Moro) : Stanley / Lord Paddington[2]
- Oliver Hardy (VF : Howard Vernon) : Ollie
- Forrester Harvey : Meredith, le valet de Lord Paddington
- Wilfred Lucas (VF : Jacques Ferréol) : le doyen Williams
- Forbes Murray : le banquier
- Frank Baker : Jenkins, le valet du doyen
- Eddie Borden : l'étudiant faisant le fantôme
- Gerald Rogers (VF : Jean Clarieux) : Johnson, un étudiant
- Victor Kendall : Cecil, un étudiant
- Gerald Fielding : Brown, un étudiant
- Charlie Hall[3] : Hector, un étudiant
- Peter Cushing : Jones, un étudiant

Et, parmi la distribution non créditée :
- Harry Bernard : le policier
- Stanley Blystone : un agent de police
- Jean De Briac : Pierre, le cuisinier
- James Finlayson : Baldy Vandevere
- Anita Garvin (VF : Madeleine Duhau) : Mme Vandevere
- Rex Lease : le voleur
- Sam Lufkin
- James Millican : le chauffeur
- Vivien Oakland (VF : Jeanne Morlet) : la réceptionniste

## Autour du film
- La première évidence qui apparaît lors du visionnage du film est que l’on se trouve face à un « film rallongé ». Le premier quart du film est un court métrage totalement autonome, possédant son propre scénario et ses propres acteurs n’ayant aucun rapport avec l’intrigue proprement dite. On y retrouve James Finlayson et Anita Garvin, deux anciens acteurs complices des tout débuts aux Studios Hal Roach et cette première partie du film fait songer aux « deux bobines » des premiers Laurel et Hardy. Nos deux compères se font engager par M et Mme Vandevere en tant que couple et c’est une énième Agnès qu’incarne Stan dans ce prologue qui n’est qu’un prétexte à ce travestissement.
- De fait il s’agit d’un remake parlant de À la soupe (From Soup to Nuts) où Anita Garvin jouait déjà le rôle de la maitresse de maison et où l’on retrouve Laurel servant à nouveau les invités en sous-vêtement. La chute de ce « court dans le long » étant elle empruntée à En plein méli-mélo (Slipping Wives) ou Y a erreur ! (Wrong Again) lorsqu’un policier ayant ramassé une balle perdue dans le parc vient se plaindre en disant que « l’on a failli le blesser à la tête » et montre en partant son postérieur endommagé…
- Le film est sorti en deux versions, l'une destinée au marché américain de cinq bobines et l'autre destinée au marché européen de sept bobines. À priori, l'ajout n'a pas connu de diffusion en tant que court métrage autonome et aujourd'hui seule la distribution en fin de film qui omet James Finlayson et Anita Garvin en garde la trace.
- L'intrigue du film en elle-même est beaucoup plus originale puisqu'elle permet de nous présenter un duo inversé. Une fois Laurel redevenu Lord Paddington le voilà qui martyrise son compagnon Hardy un peu à la manière dont ce dernier se comportait vis-à-vis de Stan dans Le Valet casse tout (Early to Bed). Cette révolution dépasse de loin la dimension intellectuelle et Lord Paddington est aussi physiquement supérieur ce qui donne à Stan un rôle qu'il n'a jamais tenu, même avant la constitution du duo lorsqu'il jouait les "héros" et n'était pas le lunatique Laurel. Il s'en sort remarquablement bien et par contraste arrive à nous montrer la dimension sympathique du "vrai" Laurel, tellement il sait se montrer suffisant et désagréable dans ce contre-emploi.
- Les As d'Oxford est une parodie du film Vive les étudiants (A yank at Oxford) de Jack Conway (1938) avec Robert Taylor[4].